# Paria (film, 2000)
Pour plus de détails, voir Fiche technique et Distribution.
Paria est un film français réalisé par Nicolas Klotz, sorti en 2000.

## Synopsis
C'est l'histoire de Victor, dix-huit ans, qui dans effervescence des préparatifs de l'an 2000 parcourt Paris et voit son premier mort. Il y rencontre Momo, un sans-abri de vingt-cinq ans. Il découvre alors la réalité de l'exclusion sociale alors que sa vie est en plein chamboulement, entre sa nouvelle petite amie, son scooter qu'on lui a volé alors qu'il est coursier dans un vidéo-club, et sa chambre qu'il ne peut plus occuper à cause de loyers impayés.

## Fiche technique
- Titre français : Paria
- Réalisation : Nicolas Klotz
- Scénario : Elisabeth Perceval
- Photographie : Hélène Louvart
- Musique : Brad Mehldau
- Production : Christian Charret et Philippe Missonnier
- Pays d'origine :  France
- Date de sortie : 2000

## Distribution
- Cyril Troley : Victor
- Gérald Thomassin : Momo
- Didier Berestetsky : Blaise
- Aristide Demonico : Le double
- Morgane Hainaux : Annabelle
- Nordine Barour : Karim
- Emel Ghomari : Malika
- Franck Boukraa : Le recruteur
- Marie Donnio : Fille dans la gare